# Bockbierfest (Berlin)
Bockbierfeste haben in Berlin eine Tradition, die bis ins 19. Jahrhundert zurückreicht, als das Brauen von Bockbier begann.

## Bockbrauerei Kreuzberg

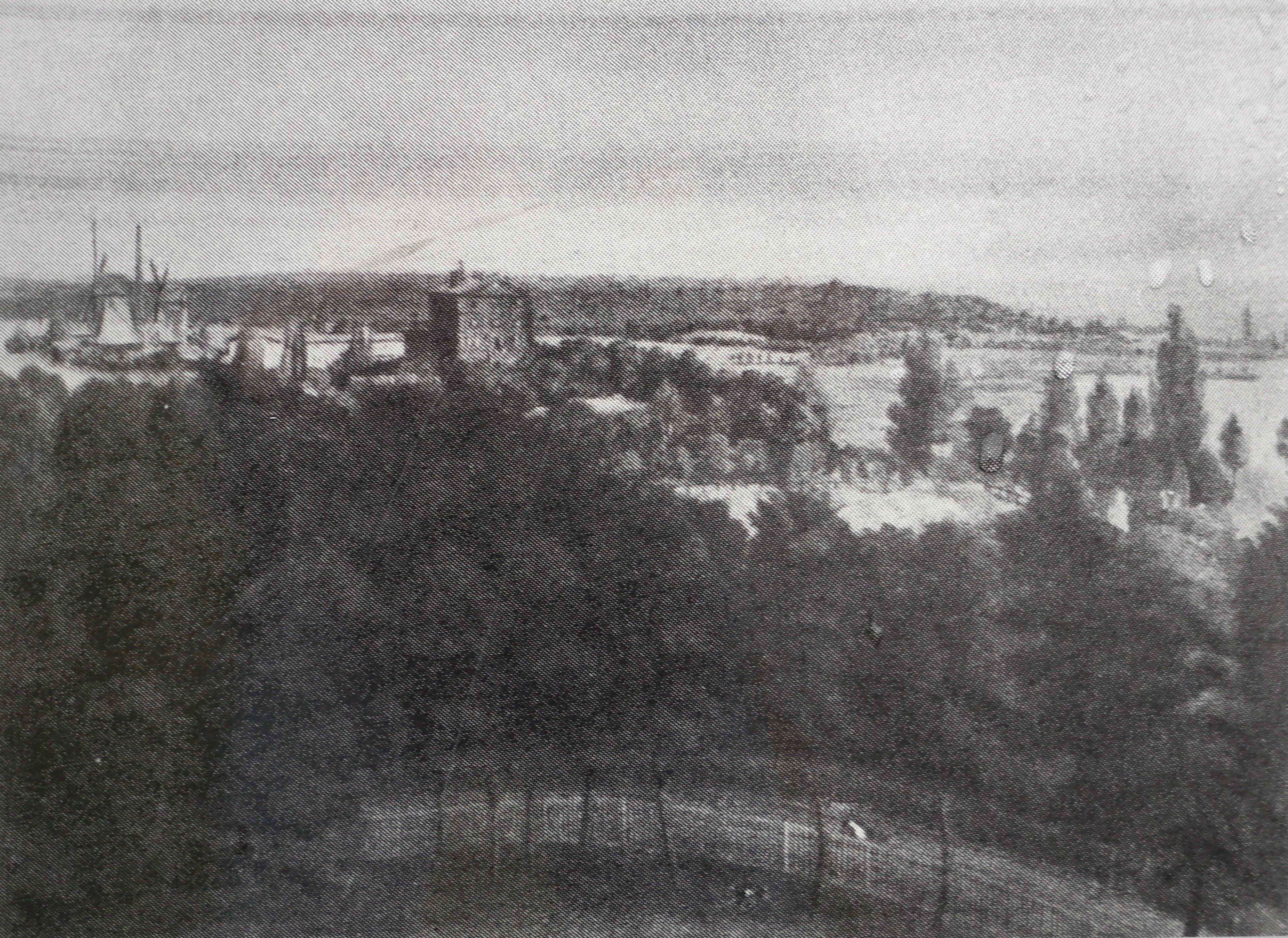
Blick vom Kreuzberg auf die Hopfsche Bockbrauerei, ca. 1850

Das Bockbier hielt 1839 seinen Einzug in Berlin, als der Brauer Georg Leonhard Hopf am damaligen Tempelhofer Berg (heute: Fidicinstraße) eine Brauerei mit einem Gartenlokal und zwei Sälen errichten ließ. Bis dahin hatte man in Berlin nur obergärige Biere hergestellt. Mit der Novität warb Hopf 1840 in einer Anzeige zum ersten Mal für eine Bocksaison, die nach Karfreitag beginnen sollte. In Kombination mit Konzerten, die meist von Militärkapellen bestritten wurden, erwies sich der Bierausschank der Brauerei als voller Erfolg. 1861 verzeichnete man eine Produktion von 20.000 Hektolitern pro Jahr. 1871 wandelten die Eigentümer die Brauerei samt Lokal in eine Aktiengesellschaft um. Als 1890 das Sozialistengesetz aufgehoben wurde, fanden in Sälen auf dem Brauereigelände auch Versammlungen der Arbeiterbewegung statt, was die Beliebtheit des Getränkes weiter steigerte. In den nächsten Jahren verlagerte sich die Bockbiersaison an den Jahresbeginn.
Zum 75-jährigen Jubiläum der Brauerei am 8. Mai 1913 konnte man einen jährlichen Ausstoß von über 200.000 Hektolitern feiern. 1917 fusionierte die Bockbrauerei mit der Patzenhofer Brauerei, die sich wiederum drei Jahre später mit der Schultheiss-Brauerei zusammenschloss. Diese Fusion führte zur Schließung der Brauerei, als 1921/1922 die Gerste knapp wurde. Schultheiß-Patzenhofer verwendete den zur Verfügung stehenden Rohstoff für die Bierproduktion an anderen Standorten. Garten und Säle der Bockbrauerei waren von der Schließung nicht betroffen. Man erweiterte das Unterhaltungsangebot. Es fanden vermehrt Tanzveranstaltungen, Vereinsfeste, Sportwettkämpfe und auch Theateraufführungen statt.
In der Zeit des Nationalsozialismus änderte sich ab 1933 das politische Klima: Neben Freizeit und Vergnügen der Bevölkerung wurde das Gelände auch zum Treffpunkt des Reichsarbeitsdienstes. Wegen der alliierten Luftangriffe verlagerte der gemeinsame Rüstungsstab vom Reichsministerium für Rüstung und Kriegsproduktion und des Reichsluftfahrtministeriums (RLM) die „kriegswichtige Industrie-Produktion“ unter Tage. In diesem Zusammenhang wurde unter anderem ein Teil des Berliner Röhrenwerkes (Drahtzieherei) der Telefunken mbh (Industrierat des RLM, Apparatewerk, Röhrenwerk, Teile der Entwicklung zusammen mit anderen Ausstattern des Industrierates des RLM u. a. in der Goerzallee) in verschiedene unterirdische Kelleranlagen verlegt. Ein Teil des Werkes wurde in die Brauereikeller der Schultheiss AG in Prenzlauer Berg verlagert. Ein weiterer in den Tunnel nahe dem Reichstagsgebäude sowie unter die Bockbrauerei. Die Produktion erfolgte maximal 4–6 Wochen, da die Drahtzieherei erst im Dezember 1944 von der Organisation Todt übergeben wurde. Ab Januar und Februar 1945 nahm die Bombardierung der Stadt so zu, dass die Arbeitswege für die vorgesehene Belegschaft zu gefährlich wurde. Der größte Teil wurde aber nach Ulm (Kastanie) nach Erfurt und in Außenlager des KZ Groß-Rosen verlagert.
Nach 1945 ließ vermutlich die Schultheiss AG die durch die Errichtung der nicht abschließend fertiggestellten Luftschutzräume im Zweiten Weltkrieg zerstörten Säle abtragen. Das Bezirksamt Kreuzberg errichtete 1959 an deren Stelle ein bezirkliches Seniorenheim, das mittlerweile einen privaten Träger hat. Die ehemaligen Brauereigebäude, die nicht unter Denkmalschutz stehen, werden heute für Büro- und Gewerbezwecke und eine Tanzschule genutzt. Der erhaltene Keller, der laut der Auflage des Amtes Luftschutz des Reichsluftfahrtministeriums verstärkt und mit einem Luftschutzbunker versehen werden musste, wurde nach 1945 ausgeräumt und diente unter anderem als Senatsreserve.
Die Räumung erfolgte zunächst teilweise durch die Rote Armee, die verbliebenen Anlagen entfernte die Telefunken vollständig selbst auf Drängen der Schultheiss AG, die die Keller wieder selbst zu nutzen wünschte. Dazu führte die Schultheiss AG sogar einen Rechtsstreit mit der Telefunken, die nicht für die Kosten der Wiederherstellung des Grundstücks und der Keller zahlen wollte.

## Neue Welt Neukölln
Mit der Jahrhundertwende 1900 trat ein weiterer Festveranstalter, annonciert als Münchener Bockbier-Fest, auf den Plan: Die Neue Welt in der Hasenheide. Der Gastronom Arnold Scholz machte sich die steigende Beliebtheit des Bockbiers zu Nutze. Zur Faschingszeit wurde der neue Standort ein Anziehungspunkt für Tausende von Besuchern. Geworben wurde in den 1920er Jahren mit den Auftritten mehrerer Kapellen und bayrischen Madl’n als Bedienungen. Bis zum Begin der 1970er Jahre blieb das Bockbierfest ein fester Bestandteil im Programm der Neuen Welt. Nachdem die Löwen-Böhmische Brauerei, mittlerweile Eigentümerin des Grundstücks, 1974 die Bierproduktion einstellte, war es vorbei mit dem traditionsreichen Bierfest.